# Евапотранспірація
Евапотранспірація (від лат. evaporo — випаровується і транспірація), або сумарне випаровування — кількість вологи, що переходить в атмосферу у вигляді пари в результаті десукції і подальшої транспірації (фізіологічне випаровування) і фізичного випаровування з ґрунту і з поверхні рослинності. Евапотранспірація виражається в мм водяного стовпа і корелює з біопродуктивністю екосистем.
Евапотранспірація потенційна — кількість води, яке могло б виділитися шляхом евапотранспірації при певному режимі температури і вологості при надрясній кількості води.
Евапотранспірація фактична — маса води, яка в даному місці повертається рослинами в атмосферу. Розглядається як величина, протилежна кількості опадів (як правило, нижче потенційної евапотранспірації). Евапотранспірація фактична в будь-якій точці Земної кулі визначається температурою.

## Потенційно-евапотранспіраційне відношення
Потенційно-евапотранспіраційне відношення — це відношення потенційної евапоротранспірації (тобто максимально можливої евапоротранспірації в умовах даного клімату за умови надлишкового зволоження) і реального рівня опадів. Якщо відношення менше одиниці, то опади, які випадають, не встигають випаровуватися, що призводить до підвищеного зволоження. Значення більше одиниці відповідає сухому клімату.
Потенційно-евапотранспіраційне відношення не є незалежною координатою, адже потенційна евапотранспірація однозначно визначається середньорічною біотемпературою:
{\displaystyle E_{p}=58,93\cdot T_{b},}
де
{\displaystyle E_{p}} — потенційна евапотранспірація, мм;
{\displaystyle T_{b}} — біотемпература, °C.